# Beth Howland
Pour les articles homonymes, voir Howland.
Elizabeth Howland
Elizabeth Howland (28 mai 1941 - 31 décembre 2015) est une actrice américaine connue pour son travail au théâtre et à la télévision. Elle était surtout connue pour avoir joué la serveuse Vera Gorman dans la sitcom Alice.
Elizabeth Howland a interprété le rôle d'Amy dans la distribution originale de Broadway de la pièce Company de Stephen Sondheim, où elle a introduit la chanson " Getting Married Today ".

## Début de la vie
Elizabeth Howland est née le 28 mai 1941 à Brighton, dans le Massachusetts. Alors qu'elle est âgée de seize ans, elle quitte la maison pour suivre une amie danseuse à New York. Après une période plutôt difficile, Elizabeth a fait ses débuts à Broadway en 1959 dans le rôle de Lady Beth dans la comédie musicale Once Upon a Mattress, qui a été transférée d'Off-Broadway. Elle a ensuite eu des rôles dans des comédies musicales comme Bye Bye Birdie, High Spirits, Drat! Le chat !, et le chouchou du jour.

## Carrière

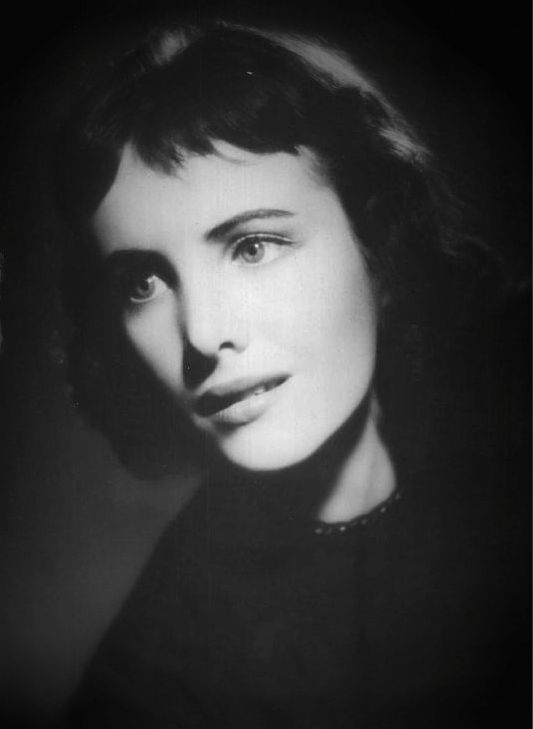
Howland dans Li'l Abner (1959)

Elizabeth Howland peut être vu en train de chanter et danser dans la chorale du film Li'l Abner (1959) dans le rôle de la femme de Clem, aux côtés de la future star de la télévision Valerie Harper. Après avoir joué dans Company, elle a quitté New York pour s'installer en Californie,où elle a fait des apparitions dans des séries télévisées telles que Love, American Style, Cannon, The Mary Tyler Moore Show, La Petite Maison dans la prairie, Eight Is Enough et The Love Boat,. Pour son travail sur Alice, Howland a reçu quatre nominations aux Golden Globe Awards. Elle a ensuite joué dans de nombreux téléfilms, notamment dans You Can't Take It with You (dans le rôle d'Essie) et A Caribbean Mystery.
Elle est restée dans la série Alice tout au long des neuf saisons de celle-ci. Après la fin de la sitcom en 1985, Howland est parti en semi-retraite. Elle a cependant fait des apparitions occasionnelles dans des émissions télévisées telles que Arabesque, Chicken Soup for the Soul, Sabrina l'apprentie sorcière et The Tick. Elle a également participié à l' émission spéciale ABC Afterschool, « Terrible Things My Mother Told Me »,.
En 1961, Howland s'est mariée à l'acteur Michael J. Pollard, avec qui elle a eu une fille. Ils ont divorcés en 1969.
En 2002, elle a épousé l'acteur Charles Kimbrough et est restée mariée avec lui jusqu'à sa mort en 2015. Charles Kimbrough et Elizabeth Howland étaient apparus ensemble dans Company.
Elizabeth est décédée d'un cancer du poumon le 31 décembre 2015, à l'âge de 74 ans. À sa demande, son décès n’a été signalé aux médias que le 24 mai 2016.